# 第7次西成暴動
第7次西成暴動（だい7じにしなりぼうどう）とは、1966年（昭和41年）8月に大阪府大阪市西成区のあいりん地区（通称釜ヶ崎）で発生した日雇い労働者による暴動事件。「第7次釜ヶ崎暴動」ともいう。

## 事件の発端
1966年8月26日午後10時30分頃、あいりん地区内の果物店で店員と日雇い労働者との間でトラブルが発生した。ある日雇い労働者が「買ったスイカが腐っているから替えてくれ」と言ったことに端を発するものであった。真夏で多くの日雇い労働者が路上で涼んでいたため、忽ち多くの日雇い労働者が詰め掛けた。

## 事件の概要
やがて群集は果物店に投石を始めたため、大阪府警察西成警察署はトラブル発生元となった果物店の周辺を封鎖して警備に当たった。群集は約1,200人に膨れ上がり不穏な空気が漂い始めたが、幸いにも翌日午前0時頃になると次第に平穏を取り戻していった。